# 병원선 (드라마)
《병원선》은 2017년 8월 30일부터 2017년 11월 2일까지 MBC에서 방영된 수목 미니시리즈이다.

## 줄거리
의료 환경이 매우 열악한 도서 지역에서 배를 타고 의료 서비스를 제공하는 각기 다른 사연을 가진 의사들이 섬마을 사람들과 인간적으로 소통하며 진심을 처방할 수 있는 진짜 의사로 성장해 나가는 커뮤니케이션을 그린 휴먼 메디컬 드라마.

## 등장 인물

### 주요 인물
- 하지원 : 송은재 역 - 외과의사
- 강민혁 : 곽현 역 - 내과의사
- 이서원 : 김재걸 역 (아역 최승훈) - 한의사

### 병원 사람들
- 김인식 : 차준영 역 - 치과의사
- 권민아 : 유아림 역 - 간호사
- 김광규 : 추원공 역 - 사무장
- 정경순 : 표고은 역 - 간호사
- 이다해 : 조미향 역 - 한방과 간호사
- 조아라 : 양지영 역 - 치과 간호사

### 병원선 사람들
- 이한위 : 방성우 역 - 선장
- 장서원 : 양춘호 역 - 갑판장
- 송지호 : 강정호 역 - 선원

### 가족들
- 정인기 : 곽성 역 - 곽현 아빠
- 남기애 : 이수경 역 - 곽현 엄마
- 정원중 : 김수권 역 - 재걸 아빠
- 박준금 : 한희숙 역 - 재걸 엄마

### 그외 인물
- 허정규 : 강동준 역 - 거제제일병원 응급의
- 박태성 : 강용수 역
- 지찬 : 명세중 역 - 서울대한병원 전문의
- 박승찬
- 사재원
- 이청희
- 서단우
- 민대식
- 장문규 : 기관사 역
- 성현미
- 류성렬
- 김미혜
- 신신범
- 이채경 : 수간호사 역
- 송인섭
- 우상전 : 우진의 할아버지 역
- 김보정 : 박선화 역 - 박오월 딸
- 주부진 : 병원선 환자 역
- 임채연 : 홍비서 역
- 이달 : 다큐팀연출 역
- 김일현
- 해선
- 문경민
- 정영금
- 강정구
- 안재민
- 백수련 : 박오월 역
- 오지연
- 남은지
- 정연
- 김종수
- 박지일 : 설재찬 역 - 시인
- 강다현 : 곽지은 역 (아역 하루비) - 곽현의 동생
- 전원철 : 남기영 역
- 서광재
- 한춘일
- 민경진 : 수봉 역
- 이은실
- 홍희원 : 곽현 선배 역
- 강찬양
- 문기영
- 김지은
- 박수현
- 이재원
- 유재훈
- 야니김
- 김영(김영선)
- 정종우
- 이영실
- 박통일
- 성현미
- 최재영
- 이용규
- 홍성호
- 윤희원
- 이서준
- 조용상
- 한그림
- 김경룡 : 태욱의 아버지 역
- 유장영 : 태욱 역
- 조재완
- 정종우
- 박진수
- 윤예인
- 안수호
- 공정환 : 상필 역
- 염동헌 : 감사원 역
- 이나경 : 황인경 역
- 길해연 : 황인경의 어머니 역
- 정욱 : 거제경찰서 형사 역
- 전현 : 김태우 역
- 황주호
- 이혜라
- 강문경
- 유옥주
- 장준호
- 설지윤
- 신난애

### 특별출연
- 차화연 : 오혜정 역 - 은재 엄마
- 김선영 : 오미정 역 - 은재 이모
- 조현재 : 장성호 역 - 두성그룹 본부장
- 정동환 : 장태준 역 - 두성그룹 회장
- 박선호 : 김재환 역 - 서울대한병원 전공의
- 전노민 : 김도훈 역 - 대한병원 외과과장
- 왕지원 : 최영은 역 - 화가. 곽현의 전 여자친구
- 조성하 : 송재준 역 - 은재 아빠
- 이민호 : 송우재 역 - 은재 동생
- 김보미 : 근희 (근자) 역 - 머구리 잠수사
- 안용준 : 등산객 남 역

## 시청률
최저 시청률과 최고 시청률은 시청률 조사회사와 지역별로 시청률에 차이가 있을 수 있습니다.
| 2017년 | 2017년    | 2017년         | 2017년       | 2017년         | 2017년       |
| 회차   | 방송일    | TNmS 시청률    | TNmS 시청률  | AGB 시청률     | AGB 시청률   |
| 회차   | 방송일    | 대한민국(전국) | 서울(수도권) | 대한민국(전국) | 서울(수도권) |
| ------ | --------- | -------------- | ------------ | -------------- | ------------ |
| 제1회  | 8월 30일  | 10.8%          | 11.4%        | 10.6%          | 11.9%        |
| 제2회  | 8월 30일  | 11.9%          | 12.5%        | 12.4%          | 13.8%        |
| 제3회  | 8월 31일  | 8.9%           | 9.5%         | 8.9%           | 9.9%         |
| 제4회  | 8월 31일  | 9.9%           | 10.5%        | 10.7%          | 11.4%        |
| 제5회  | 9월 6일   | 9.1%           | 10.1%        | 10.3%          | 10.5%        |
| 제6회  | 9월 6일   | 10.7%          | 12.1%        | 11.8%          | 11.9%        |
| 제7회  | 9월 7일   | 10.2%          | 11.4%        | 11.3%          | 11.7%        |
| 제8회  | 9월 7일   | 11.8%          | 12.5%        | 13.0%          | 13.6%        |
| 제9회  | 9월 13일  | 9.6%           | 9.7%         | 9.8%           | 10.2%        |
| 제10회 | 9월 13일  | 11.7%          | 11.2%        | 12.0%          | 12.1%        |
| 제11회 | 9월 14일  | 10.1%          | 10.1%        | 11.0%          | 11.6%        |
| 제12회 | 9월 14일  | 11.5%          | 11.2%        | 12.9%          | 13.2%        |
| 제13회 | 9월 20일  | 9.8%           | 10.4%        | 9.8%           | 10.4%        |
| 제14회 | 9월 20일  | 11.1%          | 12.1%        | 11.6%          | 12.0%        |
| 제15회 | 9월 21일  | 9.3%           | 9.7%         | 10.5%          | 11.0%        |
| 제16회 | 9월 21일  | 11.3%          | 11.5%        | 12.4%          | 12.6%        |
| 제17회 | 9월 27일  | 9.2%           | 9.0%         | 9.8%           | 9.8%         |
| 제18회 | 9월 27일  | 10.8%          | 11.0%        | 10.6%          | 10.6%        |
| 제19회 | 9월 28일  | 8.5%           | 9.2%         | 9.3%           | 9.5%         |
| 제20회 | 9월 28일  | 10.1%          | 10.7%        | 11.3%          | 11.4%        |
| 제21회 | 10월 4일  | 5.5%           | 6.4%         | 5.6%           | 5.8%         |
| 제22회 | 10월 4일  | 6.8%           | 7.5%         | 6.6%           | 6.8%         |
| 제23회 | 10월 5일  | 6.3%           | 7.1%         | 7.1%           | 6.7%         |
| 제24회 | 10월 5일  | 7.3%           | 8.3%         | 8.3%           | 8.1%         |
| 제25회 | 10월 11일 | 8.9%           | 9.4%         | 7.5%           | 6.7%         |
| 제26회 | 10월 11일 | 10.2%          | 10.3%        | 9.3%           | 8.4%         |
| 제27회 | 10월 12일 | 6.5%           | 6.6%         | 8.5%           | 8.6%         |
| 제28회 | 10월 12일 | 7.6%           | 7.9%         | 10.0%          | 9.8%         |
| 제29회 | 10월 18일 | 8.1%           | 8.6%         | 8.3%           | 8.9%         |
| 제30회 | 10월 18일 | 8.6%           | 8.7%         | 8.6%           | 9.1%         |
| 제31회 | 10월 19일 | 7.0%           | 6.9%         | 7.1%           | 7.2%         |
| 제32회 | 10월 19일 | 8.7%           | 8.0%         | 8.7%           | 8.4%         |
| 제33회 | 10월 25일 | 6.5%           | 5.8%         | 7.3%           | 7.4%         |
| 제34회 | 10월 25일 | 7.3%           | 6.6%         | 7.9%           | 7.8%         |
| 제35회 | 10월 26일 | 6.6%           | 6.3%         | 7.0%           | 7.5%         |
| 제36회 | 10월 26일 | 7.7%           | 7.0%         | 8.4%           | 8.3%         |
| 제37회 | 11월 1일  | 6.6%           | 6.3%         | 7.2%           | 6.9%         |
| 제38회 | 11월 1일  | 8.1%           | 8.2%         | 9.0%           | 8.5%         |
| 제39회 | 11월 2일  | 6.4%           | 6.6%         | 7.2%           | 7.4%         |
| 제40회 | 11월 2일  | 7.4%           | 7.2%         | 8.6%           | 9.1%         |

## 동시간대 드라마
- SBS 수목드라마
  - 《다시 만난 세계》 (2017년 7월 19일 ~ 2017년 9월 21일)
  - 《당신이 잠든 사이에》 (2017년 9월 27일 ~ 2017년 11월 16일)
- KBS 수목드라마
  - 《맨홀 - 이상한 나라의 필》 (2017년 8월 9일 ~ 2017년 9월 28일)
  - 《정마담의 마지막 일주일》 (2017년 10월 4일)
  - 《강덕순 애정 변천사》 (2017년 10월 5일)
  - 《매드 독》 (2017년 10월 11일 ~ 2017년 11월 30일)

## 수상 경력
- 2017년 MBC 연기대상 미니시리즈 여자 최우수 연기상 하지원